# TANK!TANK!TANK!
『TANK!TANK!TANK!』（タンク!タンク!タンク!）は、バンダイナムコゲームス（現・バンダイナムコエンターテインメント）より発売されたアーケードゲーム。2009年10月稼動開始。2012年にWii Uにてコンシューマ版が発売。

## 概要
ゲームシステム、デバイスはかつてナムコがアーケードで発売した『トーキョーウォーズ』に似たものを採用している。戦車のパイロットとなり、仲間と協力して巨大な敵と戦ったり、他のプレイヤーと乱闘をするパーティ要素の強いTPSとなっている。
Wii U版はパッケージ版と先行発売のダウンロード版があり、ダウンロード版は一部ステージを収録した基本パック（無料）と追加コンテンツ（有料）。追加コンテンツを全て購入するとパッケージ版と同等内容。

## 筐体
筐体はレースゲームの筐体のようなデザインになっており、縦長のスクリーンが設置されている。また、カメラが設置されており、プレイヤーの顔を撮影することが出来る。撮影した顔はゲーム内で使用する。コントローラー（デバイス）は『トーキョーウォーズ』同様、前進・後退のフットペダル、砲弾発射（攻撃）用の二つのボタンが左右対称に上部に付いているハンドルを採用している。コントローラーと座席は空気圧によって振動する（振動は任意に停止できる）。内部システム基板はSYSTEM ES1（PCベース〈OSはLinux〉）を使用。

## ゲームモード
3種類のゲームモードが存在。そのいずれも、大人数で楽しむことを目的とした内容となっている。インターネット（ALL.Net）を使用したアップデートにより、出現する敵や対戦に使用するステージなどは定期的に変更される。
みんなで巨大な敵と戦う
協力プレイモード。他の参加プレイヤーと共にボスキャラとの戦闘を行う。ゲーム終了後に、破壊した物品や敵の総額が集計され、その日の都道府県および全国におけるランキングが表示される（ALL.Netに接続されている場合）。ランキングの一覧表示やネームエントリーはない。なお、味方を誤射してもダメージは無い。
2011年10月のアップデートで、第1弾から第4弾までの敵をゲーム開始時に選択できるようになった（ただし、怪獣バスターズPOWEREDモードは除く）。
また、ステージ「メチャつよ」はミッション1で倒すクモロボの数が100体から108体に増えている。
みんな敵同士で戦う
バトルロイヤル。参加プレイヤー同士がライバルとなり戦う。制限時間内なら何度撃破されても復活可能であり、ライバルを撃破するとアイテムが出現する。制限時間内に、一番多く撃破したプレイヤーが勝利。それぞれ順位がつけられる。4人対戦なら、1位から4位まで。
みんなでチームに分かれて戦う
チームバトルモード。2人ずつのチームに分かれる。それ以外のルールは「みんな敵同士で戦う」と同様。「みんなで巨大な敵と戦う」と同じく、味方を誤射してもダメージは無い。
怪獣バスターズPOWEREDモード
2010年12月7日から2011年5月31日までプレイ可能な期間限定モード。2011年1月20日発売のニンテンドーDS用ソフトの『怪獣バスターズPOWERED』を『TANK!TANK!TANK!』で再現したもので、プレイヤーはウルトラ怪獣と戦うことになる。なお、このモードでは戦車本体や多弾ミサイル、巨大ミサイルがウルトラマンをイメージしたカラーリングになっている。
ストーリーミッション
Wii U版限定モード。
オレコングモード!
Wii U版限定モード。Wii U GamePadを使用したプレイヤーが敵キャラのオレコング（GamePadで撮影したプレイヤーの顔になる）となり、戦車チームと戦う。GamePadには俯瞰視点のコングが表示される。
オレコングはプレイの度に復活し、何度でも遊べる。

## 武器
戦車砲 (CANNON)
いわゆる通常弾。1発の最大攻撃力は50であり、全ての武器の中では平均的な性能。弾は無限。この形態でのグラフィックは車体はM1エイブラムスに類似砲塔はM1エイブラムスとレオパルト2A6の物を組み合わせたような形状をしている（水てっぽう以外のパワーアップアイテム所得後の戦車も車体は同じ形状）。
「みんなで巨大な敵と戦う」のミッション2・スペシャルミッション時に多用すると、ナガトから「強力な武器を獲得しろ！」や「通常弾だけでは倒せないぞ！」という通信が入る。
マシンガン (MACHINE GAN)
1発の最大攻撃力は20。弾数は99発で、1秒間に8発の連射が可能。「みんなで巨大な敵と戦う」での最初のミッションのを倒すのに向いているが、ミッション2以降の大型の敵や「みんな敵同士で戦う」、「みんなでチームに分かれて戦う」での戦車が相手では効果が薄い。
この形態で装備されるマシンガンは、砲身が一本少ないもののGAU-8アヴェンジャーを前後逆にしたような形状をしている。
プラズマ弾 (PLASMA BOLT)
1発の最大攻撃力は55。戦車砲と比べて連射力がやや高めで着弾時に当たった敵を麻痺させる追加効果がある。「みんなで巨大な敵と戦う」の時に敵の足止めとして効果的。第4弾の「みんなで巨大な敵と戦う」では出現しない。
この形態でのグラフィックは、2門のプラズマ砲を87式自走高射機関砲やゲパルト自走対空砲の様に配置している。なお、砲塔基部は「戦車砲」や「マシンガン」装備時より小さい。
多弾ミサイル (MISSILE RACK)
1発の最大攻撃力は60。そのミサイルを6発発射する。全弾命中時の威力が高い上に、追尾機能も付いているためかなり強力だが、発射後の次弾装填に時間がかかるのと、ロックオンせずに発射すると全く敵を追尾しないという欠点がある。ロックオンせずに撃って外すと、ナガトから「しっかりと敵を狙え！」や「どこ見て撃ってるんだ!?」という通信が入る。
この形態でのグラフィックはM50オントスに近い形状をしており、砲身のある部分がミサイルに置き換わっている。
巨大ミサイル (COLOSSUS MISSILE)
最大攻撃力は500。第3弾以前のステージ2・スペシャルミッションでは最高威力の武器であり、使い方次第で時間内に敵を倒せるか否かが決まってしまう。「みんな敵同士で戦う」、「みんなでチームに分かれて戦う」時に敵戦車に直撃すれば、HP満タン時にギリギリまでダメージを与えられる。爆風に巻き込んだ敵にある程度のダメージを与えられる他、巨大な敵に当てると、相手を怯ませることが可能。しかし、次の装填に時間が掛かる、スピードが遅い、追尾機能の精度が悪い、出現率が低いといった欠点がある。ミサイルにはシャークマウスが描かれており、公式サイトによると小さい山一つを破壊する威力があるらしい。
使用時にはナガトから「よっしゃ、大ダメージ！」とか「やっほおおおっ！」という通信が入る。外した際には「のおおおおっ、外したああっ」、「しっかりと敵を狙え」、「どこ見て撃ってるんだ」と言われてしまう。
メガビーム (MEGA-BEAM)
最大攻撃力は800。本作中最高の攻撃力を誇る装備であり、電光を纏った何でも貫通するレーザーを発射する。発射後のレーザーが通った地面が赤熱し、ミッション2で命中すると敵に電流が流れた後、紫色の爆発が発生し、青白く光る衝撃波が拡散する演出がある。公式サイトによると、発射後にレーザーが通った後には草一本残らないらしい。
破壊力は絶大で、「みんなで巨大な敵と戦う」ではグリフォンに大ダメージを、「みんな敵同士で戦う」・「みんなでチームに分かれて戦う」では敵を一撃で倒して一発逆転するチャンスを得ることができる。ただし、装備中は速度が遅くなるため狙いを定めにくく、発射時戦車が後退する。巨大ミサイルと同様、出現率が低いといった欠点がある。
巨大ミサイルと同様、「みんな敵同士で戦う」のミッション2ではメガビームを外すと「のぉぉ～っ!! 外したァ！」と、見当違いの方向に撃つと「しっかりと敵を狙え！」や「どこ見て撃っているんだ!?」と通信で言われてしまう。
2010年7月14日に稼動した第4弾のミッション2から、「みんなで巨大な敵と戦う」で使用可能になった。
この形態でのグラフィックは、砲塔が東宝特撮映画に登場するメーサー兵器のパラボラ型照射部のような形状になっている。
水てっぽう (SQUIRT GUN)
一発当たりの攻撃力は15。本作中最も攻撃力が低い武器で、射程も短い。装備中は大幅にスピードが上がり敵の後ろに回りこみやすく、発射時の水には敵をスピンさせる追加効果がある。「みんなで巨大な敵と戦う」では使用不可能。巨大敵第1弾時は接近して撃つと連続ヒットしやすかったが、第2弾では連続ヒットしにくくなったので利便性と実質攻撃力が大幅に下がってしまった。
この形態のみ、グラフィックが大きくデフォルメされている。
火炎放射器 (FLAME THROWER)
1発の最大攻撃力は30。第2弾で追加された武器、炎を発射して攻撃する。「みんなで巨大な敵と戦う」以外では使用不可能。公式サイトによると厚さ10cmの鉄板を一瞬で融解させられるらしい。やや射程が短いが、一発の火炎放射で複数のハチロボ・マシンムカデを撃破する事も可能。
この武器を装備して攻撃した際には、ナガトから「燃やせ燃やせー！」や「焼き尽くせー！」という通信が入る。
この形態では車体後部の燃料タンクに、「引火危険」という日本語の注意書きがされている。

## 敵キャラクター
クモロボ
- 全長：55メートル
- 重量：30トン

第1弾のミッション1に登場。正式名称はヘルギガントスパイダー。蜘蛛の形をしている。攻撃パターンは爆発性の毒液を発射するポイズンジェルと厚さ10cmの鉄板を切り裂く威力を持つギガントクロー。攻撃力・耐久力はかなり弱く、戦車砲一発かマシンガン数発で簡単に撃破できるが、多量に出てくるので囲まれないように気をつける必要がある（囲まれてもマシンガンを装備していれば、蹴散らすことが可能）。
レッドリーダーと称される赤いクモロボは体が燃料タンクになっているので撃破すると爆発する。2010年4月29日に稼動した第3弾では、運動能力を強化したブラックタイプのクモロボが登場した。
ハチロボ
- 全長：50メートル
- 重量：30トン

第2弾のミッション1に登場。正式名称はバーサーカーホーネット。雀蜂の形をしている。攻撃パターンは針を連射するスティンガーショットと、回転しながらの体当たりするスティンガーアタック。攻撃力・耐久力はかなり弱く、戦車砲一発かマシンガン数発で簡単に撃破でき、火炎放射器でも一発で複数撃破できる。しかし、クモロボと同様に多量に出てくるため、囲まれないように気をつける必要がある。囲まれた際の対処法もクモロボと同様。
レッドリーダーと称される赤いハチロボは体が燃料タンクになっているので撃破すると爆発する。
制限時間以内に全滅させられない、または銅メダルの場合、クモロボ同様プレイ可能なのはミッション2までとなる。
マシンムカデ
- 全長：70メートル
- 重量：40トン

第4弾のミッション1に登場。正式名称はマッドスピナーセンチピード。百足の形をしている。基本的な行動パターンや対処法はクモロボやハチロボと同様。攻撃パターンは車輪モードに変形して体当たりする「スピンスパイクスマッシャー」と、強酸性の毒液を発射するアシッドブラスト（エフェクトや性質はクモロボのポイズンジェルと同様）。公式サイトによると機械生命体であり、後述のグリフォンの餌用に作られた模様。それを裏付けるように、ミッション2のデモムービーでは、いきなりグリフォンに踏み潰される。
レッドコマンダーと称される赤いマシンムカデは例のごとく体が燃料タンクになっているため、撃破すると爆発する。
制限時間以内に全滅させられない、または銅メダルの場合、クモロボ同様プレイ可能なのはミッション2までとなる。
レッドドラゴン
- 全長：200メートル
- 重量：2500トン

第1弾のミッション2に登場。海底深くに棲むドラゴンを改造したサイボーグ怪獣。正式名称はブラッドレッド・デスドラゴン。かなりの攻撃力と耐久力を誇る強敵であり、多弾ミサイルと巨大ミサイルをうまく使わないと時間内に撃破するのは難しい。
攻撃パターンは摂氏1万度の炎を発射するブラッドブラスターと巨大なミサイルを発射するドラゴンミサイル。また、接近した戦車を捕食する事があるが、食べられる前にレッドドラゴンにある程度ダメージを与えると救出できる。
ブラックドラゴン
- 全長：210メートル
- 重量：2700トン

第3弾のミッション2に登場するレッドドラゴンの兄弟怪獣。正式名称はライトニングダークドラゴン。レッドドラゴンよりやや大型化しており、カラーも黒を基調としたものになっている。大型化している分重くなっており、動きはレッドドラゴンと比べてやや鈍重。レッドドラゴン同様、多弾ミサイルと巨大ミサイルを使用しないと制限時間内に撃破が難しい。
攻撃パターンはレッドドラゴンと似ているが、炎の代わりに300万ボルトの電撃を放つ「ライトニングブラスター」を使用。ドラゴンミサイルは、威力・ホーミング性能共に150％に強化された「スーパードラゴンミサイル」に強化され、より避けるのが難しく、被弾時のダメージも大きくなっている。
巨大ダコ
- 全長：300メートル
- 重量：2800トン

第2弾のミッション2に登場。正式名称はバトルシップオクトパス。錆付いた戦艦（長門型戦艦に酷似）に、一部が機械化された蛸が融合した怪獣であり、公式サイトによると1000年以上生きている巨大な蛸が自分が破壊した戦艦の残骸と融合してサイボーグになったとされている。レッドドラゴンやブラックドラゴンと同様に、制限時間内での撃破には多弾ミサイルと巨大ミサイルが必要となる。
攻撃パターンは巨大な鮫型ミサイルを発射するシャークミサイル、口から火薬10トン分のエネルギーを持つレーザーを発射するオクトバスター。また、また、接近した戦車を捕まえて弄び、蛸に変えてしまう事があるが、捕獲され蛸にされる前に巨大ダコにある程度ダメージを与えると救出可能。蛸にされた時は水てっぽうと似た状態になるが発射時後退する。3発撃つか、武器アイテムを取ると元に戻る。また、タイムアップ時に頭の上の砲台から黄緑色のレーザーを撃つが、このレーザー砲は戦闘中使ってこない。
グリフォン
- 全長：300メートル
- 重量：2400トン

第4弾のミッション2に登場。正式名称はゴールデングリフォン。神々しい聖獣のような金色のモンスターであり、その実体は謎の超古代文明によって作られた機械生命体。ミッション1に登場したマシンムカデを餌にしているらしい。公式サイトによると、古代文明の崩壊で封印されたものの地殻変動で封印が解かれたという。かなりの攻撃力と耐久力を持ち、制限時間内での撃破には、メガビーム・巨大ミサイル・多弾ミサイルを確実に命中させる必要がある（「メガビーム」が使えるのはグリフォン戦のみ）。
攻撃パターンは、戦車に向かって発射する強力な炎や、高熱の溶岩の塊を口から発射する「ゴールディーバーナー」、全身から光線と爆発する羽を乱射する「ウィングスペクタクル」。また、接近した戦車を捕まえると、しばらくかかえた後摂氏10万度の炎を吹いて焼き尽くし、一撃で破壊してしまうが、炎を吹く前にグリフォンにある程度ダメージを与えると救出可能。
ビルロボ
- 全長：180メートル
- 重量：2200トン

正式名称はビルディングオブドゥーム。第1弾・第2弾・第3弾に共通してスペシャルミッション時に登場する。体力ゲージは表示されない。高層ビルに擬態したロボットであり、通常時は高層ビルに擬態し、攻撃時に人型形態に変形する。今のところ3タイプの形態が確認されているらしい。ダメージを与えると装甲が剥がれていく。多弾ミサイルと巨大ミサイルを上手に使用すると短時間で撃破でき、ビルロボキングを撃破するための時間を確保できる。
攻撃パターンはジャンプで戦車を踏み潰す、衝撃で跳ね飛ばすといったもののほか、鋼鉄を一瞬で融解させる威力を持つレーザー砲フェイスフラッシャー、あらゆるものを粉々にする正拳突きメガトンナックルがある。どれも、真面に受けると一撃で戦車が破壊される。
スペシャルミッションをプレイするにはミッション1・2を銀メダル以上でクリアしなければならない。
ビルロボキング
第1弾・第2弾・第3弾に共通してスペシャルミッションのボス的な存在。攻撃力・防御力は通常のビルロボを大幅に上回る。他のビルロボと違い、体力ゲージが表示される。:*制限時間の関係とかなりの耐久力で時間以内に撃破するのは非常に難しいが、多弾ミサイルや巨大ミサイルを使用すれば撃破が可能。ある程度ダメージを与えて外装を壊すと人間の脳の形をしたパーツが露出する。公式サイトによると数分で都市一つを壊滅させる事ができるらしい。
通常のビルロボでは1門のフェイスフラッシャーは2門あり、肩のビル状の部分からは強力な時限式爆弾を広範囲に投下する。フェイスフラッシャーは足元に避難しない限り必ず命中し、擦れば軽傷で済むが真正面に受けると一撃で破壊されてしまう。
タイタン
- 全長：200メートル
- 重量：2200トン

第4弾のスペシャルミッション時に登場する。正式名称はタイタン・ザ・ボルケーノ。ビルロボと同様に体力ゲージは表示されない。ダメージを与えると表面を覆っている装甲が剥がれ、核が露出する。ゴーレムのような姿をしており、マシンムカデ・グリフォンと共に謎の超古代文明によって作られた機械生命体。巨人兵団として複数体で行動させ、他国の侵略目的で作られた模様。炎属性のタイタンは通常時は地面に埋まっており、行動時に地上に姿を現し、氷属性のタイタンは炎属性のタイタンが全滅したとき空中から突然現れ、登場と共に雪が降る。
攻撃パターンは、炎属性は鋼鉄と一瞬で溶かす威力を持つマグマを、氷属性は冷凍効果のあるレーザーを発射する「ボルキャノン」。炎属性は攻撃時に拳に炎とマグマを纏わせた拳で殴りつける。氷属性は冷気を纏わせた拳でマグニチュード10の地震並みの威力で殴りつける「アースクエイクブロウ」。どれも直撃すると、一撃で破壊される。また、ビルロボ同様ジャンプからの踏みつけ攻撃を行う事もあり、着地後の衝撃は、ビルロボを上回る。
スペシャルミッションをプレイするにはミッション1・2を銀メダル以上でクリアしなければならない。
キングタイタン
第4弾のスペシャルミッションのボス的な存在。公式サイトに記述がある炎と氷両方の能力を持つハイブリッドタイプのタイタンであり、タイタンを大型化させて右半身を炎属性、左半身を氷属性にしたような外観を持つ。通常のタイタンと違い、体力ゲージが表示される。出現時は破壊されたタイタンの残骸が数秒間かけて集り、形成される。出現の位置は毎回同じ。攻撃力・耐久力は炎属性と氷属性のタイタンを大幅に上回る。
攻撃パターンには、ジャンプして戦車を踏みつける。頭に噴火口のような部分から、炎を纏った強力な時限式の爆弾を広範囲に投下。右手に熱気、左手に冷気を纏わせてそれをぶつけ合わせ、雷光を帯びた特大の爆発を起こすといったものがある。
暴君怪獣 タイラント
- 全長：62メートル
- 重量：57000トン

2010年12月7日から2011年5月31日までプレイ可能な期間限定モード「怪獣バスターズPOWEREDモード」に登場するウルトラ怪獣。耐久力は歴代のミッション2の敵に近い。一度倒すと、多数のアクマニヤが出現。アクマニヤを倒すと全身が赤く光り、パワーアップして復活。パワーアップしたタイラントを倒すとクリアとなる。
行動パターンは左手の鉄球で殴る、鉄球の先端からバラバ鞭（フックつきロープ）を伸ばして戦車を引っかけて振り回した後、地面に叩きつけて破壊する、口から炎を放つ「爆炎放射」など。復活後は上記行動パターンに加え、腹部から放たれる氷のレーザーが追加される。
アクマニヤ
2010年12月7日から2011年5月31日までプレイ可能な期間限定モード「怪獣バスターズPOWEREDモード」に登場するウルトラ怪獣。耐久力は歴代のミッション1の敵に近く、戦車砲なら一撃で破壊、マシンガンなら数発で破壊。パワーアップ前のタイラントを倒すと多数出現し、アクマニヤを全滅させると、タイラントがパワーアップ復活する。
攻撃パターンは上からの体当たりや、目から放つ光の輪。全てにおいて攻撃力が非常に低い。また、赤い棘付きのアクマニヤは撃破すると大爆発する。
カイザーベリアル
- 全長：55メートル
- 重量：60000トン

2010年12月7日から2011年5月31日までプレイ可能な期間限定モード「怪獣バスターズPOWEREDモード」に登場するウルトラ怪獣。厳密には怪獣ではないが、プラチナランクでクリアしたとき「真の怪獣バスターズだ！」とメッセージが出たり、「怪獣バスターズPOWEREDモード」に登場する等、このゲームでは怪獣として扱われている。行動パターンや耐久力は歴代のスペシャルミッションの敵に近い。登場する際には、羽織っていたベリアルマントを脱ぎ捨てる。スタート直後はHPゲージが無く、ある程度攻撃すると、遺跡にエネルギーを送り込んでメカゴモラを起動させる。メカゴモラを撃破した後初めてHPゲージが出現し、ダメージを与えられるようになる。
行動パターンは戦車の動きを押さえた後、殴りつけて破壊、地面にカイザーベリアルクローを叩きつけ衝撃波で戦車を吹っ飛ばす、デスシウム光線を放つ、空中浮遊した後隕石を大量に降らせるなどといったものがある。
メカゴモラ
- 全長：44メートル
- 重量：22000トン

2010年12月7日から2011年5月31日までプレイ可能な期間限定モード「怪獣バスターズPOWEREDモード」に登場するウルトラ怪獣。カイザーベリアルと同様、行動パターンや耐久力は歴代のスペシャルミッションの敵に近い。スタート後、カイザーベリアルにある程度攻撃を加えた後、カイザーベリアルが遺跡にエネルギーを送り込んで起動する。メカゴモラを撃破した後、初めてカイザーベリアルのHPゲージが現れる。
攻撃パターンは、角から電撃を放つ、腕を飛ばしてパンチする、ジャンプした時に戦車を踏み潰したり衝撃で跳ね飛ばす。